# Carolin Riegel
Carolin Riegel (* 23. April 1982 als Carolin Hörber) ist eine ehemalige deutsche Fußballspielerin.

## Karriere

### Vereine
Riegel begann in Dombühl im mittelfränkischen Landkreis Ansbach, beim dort ansässigen FC Dombühl mit dem Fußballspielen. Im weiteren Verlauf gehörte sie bis Saisonende 1999/2000 dem SV 67 Weinberg an, bevor sie im Alter von 18 Jahren vom TSV Crailsheim verpflichtet wurde. Für den Verein kam sie bis zum Saisonende 2003/04 in der seinerzeit und letztmals ausgetragenen zweitklassigen Regionalliga Süd zum Einsatz. Mit ihrem Verein als Meister aus dieser Spielklasse hervorgegangen, stieg sie mit ihm in die Bundesliga auf. Sie kam in allen 22 Saisonspielen zum Einsatz und debütierte zum Saisonauftakt am 5. September 2004 beim 1:0-Sieg im Heimspiel gegen den Hamburger SV. Ihr erstes von zwei Saisontoren erzielte sie am 24. Oktober 2004 (6. Spieltag) bei der 1:5-Niederlage im Auswärtsspiel gegen den 1. FFC Frankfurt mit dem Treffer zum Endstand in der 62. Minute. In einem Teilnehmerfeld von zwölf Mannschaften reichte der elfte Platz nicht zum Klassenverbleib. Sie spielte in der Saison 2005/06 in der Gruppe Süd in der ein Jahr zuvor geschaffenen zweigleisigen 2. Bundesliga, die sie mit ihrer Mannschaft als Meister abschloss und in die Bundesliga zurückkehrte. Dieser Spielklasse gehörte sie mit ihrer Mannschaft bis zum Saisonende 2008/09 an, in der ihr insgesamt acht Tore in 88 Punktspielen gelangen.
Abstiegsbedingt spielte sie anschließend von 2009 bis 2016 in der 2. Bundesliga Süd; in insgesamt 143 Punktspielen konnte sie sich 32 Mal als Torschützin feiern lassen. Am 15. Mai 2016 (22. Spieltag) beendete sie nach ihrem letzten Einsatz – Einwechslung für Celine Pollak in der 89. Minute – beim 2:2-Unentschieden im Heimspiel gegen den 1. FFC Frankfurt II ihre Spielerkarriere. Während ihrer Vereinszugehörigkeit kam sie des Weiteren in 13 DFB-Pokalspielen, in zwei Spielen der Gruppe 3 im WM-Überbrückungsturnier 2007 (gegen den SC Freiburg und den 1. FC Saarbrücken) und in Spielen um den DFB-Hallenpokal der Frauen 2005, 2007 und 2008 jeweils in der Bonner Hardtberghalle zum Einsatz.

### Nationalmannschaft
Riegel debütierte als Nationalspielerin in der U17-Nationalmannschaft, für die sie drei Länderspiele bestritt.

## Sonstiges
Am 31. Dezember 2013 heiratete sie ihren langjährigen Lebensgefährten und nahm dessen Familiennamen an.
Die gelernte Bürokauffrau lebt und arbeitet in Eckartsweiler, einem Ortsteil der Stadt Leutershausen in Mittelfranken.

## Anmerkung / Einzelnachweise
1. ↑  Statistik ohne Saison 2000–2004 und 2005/06
2. 1 2 3 4  Carolin Riegel: "Ich gehöre einfach hierher" auf fupa.net
3. ↑  Hörber unter der Haube, soccerdonna.de. Abgerufen am 4. Januar 2014.

| Personendaten    | Personendaten                 |
| ---------------- | ----------------------------- |
| NAME             | Riegel, Carolin               |
| ALTERNATIVNAMEN  | Hörber, Carolin (Geburtsname) |
| KURZBESCHREIBUNG | deutsche Fußballspielerin     |
| GEBURTSDATUM     | 23. April 1982                |